# 処
【処】 — китайський ієрогліф. Один з 996 ієрогліфів, обов'язкових для вивчення в японській початковій школі.Дуже часто використовується на письмі в японській мові. Традиційний варіант: 處.

## Значення
1. бути:
1) перебувати.
2) спочивати.
3) мешкати.
4) жити.
5) бути вдома.
2. простий.
3. бути відсутнім.
4. бути незаміжньою.
5. ставити:
1) залишати.
2) встановлювати.
3) заготовляти.
4) вирішувати.
5) керувати.
6) карати.
6. місце; місцина, край, точка.
7. постійність.
8. (яп.) випадок.
9. (яп.) між тим..., однак...

Ключ: 16 (几 + 3);  Кількість рисок: 5.
Введення ієрогліфа методом цанзє: 竹水竹弓 (HEHN); . .

## Прочитання
| Китайська         |                   |                   |                   |                 |                 |
| Мандаринська мова | Мандаринська мова | Мандаринська мова | Мандаринська мова | Кантонська мова | Кантонська мова |
| чжуїнь            | піньїнь           | Вейд-Джайлз       | кирилиця          | ютпхін          | Єль             |
| ㄔㄨˇ             | chǔ               | ch'u3             | чу                | cyu2            | chyu2           |

| Корейська |         |               |              |     |          |
|           | хангиль | стара латинка | нова латинка | Єль | кирилиця |
| Звук:     | 처      | ch'ô          | cheo         | che | чо       |
| Назва:    | 곳      | kot           | got          | kos | кот      |

| Японська |                       |                       |                      |
|          | кана                  | латинка               | кирилиця             |
| Он:      | しょ                  | sho                   | сьо                  |
| Кун:     | おる ところ           | oru tokoro            | oру токоро           |
| Ім'я:    | さだむ すみ ふさ やす | sadamu sumi fusa yasu | садаму сумі фуса ясу |